# Gyeonggi Kunstgymnasium
Das Gyeonggi Kunstgymnasium (Koreanisch: 경기예술고등학교), auch bekannt unter der Abkürzung Gyeonggi Yego (Koreanisch: 경기 예고), ist ein öffentliches Gymnasium in Bucheon, Südkorea. Es ist das einzige öffentlich finanzierte Gymnasium unter den Kunstgymnasien in Gyeonggi-do.
Die Mehrheit der Absolventen setzt ihr Studium an koreanischen oder ausländischen Universitäten fort, darunter die Seoul National University, die Hongik University und die Kyung-Hee-Universität.

## Schulstruktur
- Abteilung für Animation und Cartoon
- Abteilung für Klassische Musik (Orchester, Chor)
- Abteilung für Film und Theater
- Abteilung für Bildende Kunst

Das Gymnasium verfügt über ein Wohnheim, das Platz für über 200 Personen bietet.

## In der Popkultur
Im Jahr 2015 strahlte die südkoreanische Reality-Show „Welcome Back to School“ mehrere Episoden aus, die im Gyeonggi Kunstgymnasium gedreht wurden. In den Folgen sind Prominente wie Lee Tae-min von Shinee und Seulgi von Red Velvet zu sehen. Einer der Darsteller, Jo Young-nam, spendete 5 Millionen koreanische Won, um einen Stipendienfonds für die Studenten einzurichten.

## Bekannte Studenten/Absolventen
- Seolhyun (* 1995), Sängerin und Schauspielerin[6]